# Colletes wahrmani
Colletes wahrmani là một loài Hymenoptera trong họ Colletidae. Loài này được Noskiewicz mô tả khoa học năm 1959.